# Superman (vol. 2)
Superman (vol. 2), fu una serie a fumetti della DC Comics dedicata al personaggio omonimo pubblicata da gennaio 1987 ad aprile 2006 per 228 numeri. Nacque all'interno del progetto di rilancio della linea di fumetti della DC Comics avvenuto alla metà degli anni ottanta con l'evento del ciclo di storie noto come Crisi sulle Terre infinite. Questa serie fu lanciata dopo che John Byrne rinnovò il personaggio di Superman nel 1986 con la serie limitata Man of Steel quando tutte le collane di Superman furono sospese durante la sua pubblicazione per poi riprendere alla sua conclusione (Action Comics mantenendo la numerazione progressiva, Superman (vol. 1) divenne Adventures of Superman che ne continuò la numerazione) mentre una nuova testata omonima ricominciò da capo come Superman (vol. 2) edita fino ad aprile 2006 quando la DC riprese a intitolare Adventures of Superman come Superman (vol. 1) e interrompendo definitivamente Superman (vol. 2).

## Storia editoriale
A causa del rinnovamento dell'Universo DC dopo la Crisi sulle Terre infinite, la continuità precedente prima di quella serie (pre-Crisi) fu annullata. Ai noti personaggi precedenti fu data la possibilità di essere reintrodotti in nuovi modi. La reintroduzione dei criminali tradizionali fu parte del primo anno della nuova serie di Superman, presentando così le comparse post-Crisi di Metallo e Mister Mxyzptlk, nonché l'introduzione di Supergirl. Lo storico fidanzamento di Clark Kent e Lois Lane fu uno dei grandi eventi della serie. Lo scrittore/artista Dan Jurgens creò un eroe di supporto chiamato Agente Libertà nel n. 60 (ottobre 1991). La serie partecipò in storie crossover come "Panic in the Sky". La caratteristica del fumetto fu la storia La Morte di Superman. Il numero attuale della morte fu pubblicato nel 75° numero della serie e divenne un evento di cultura popolare e mediatica con una vendita di oltre 3 milioni di copie.
Mentre la serie principale aveva per protagonisti i personaggi più noti dell'Universo DC, la serie si incrociò con una varietà di altre storie crossover diverse incluse Ora Zero, The Final Night e Crisi infinita. Superman ricevette un nuovo costume e nuovi super poteri nel n. 123 (maggio 1997).
Nel 1999, Superman, insieme ad altre tre serie, fu rinnovato con Jeph Loeb al posto dello scrittore da lungo tempo Dan Jurgens. Durante il periodo di Loeb nella serie introdusse il pubblico ad Imperiex, un Bizzarro creato dal Joker nella storia "Imperatore Joker", ed aiutò anche con una storia controversa in cui l'arcinemico di Superman, il supercriminale Lex Luthor, divenne Presidente degli Stati Uniti. Il periodo di Loeb nella serie incluse l'evento crossover Our Worlds at War, che vide la distruzione di Topeka in Kansas, seri danni alla casa natale di Clark Kent, Smallville, e l'indosso di Superman di un costume con colori più sobri come segno di lutto per le pesanti perdite di vite durante gli eventi. Il periodo di lavoro di Loeb al fumetto terminò con il n. 183 (agosto 2002).
Nel 2004-2005, l'artista Jim Lee, che concluse recentemente la storia Batman: Hush con Loeb, fornì le illustrazioni per una storia di Superman dello scrittore Brian Azzarello. La storia Superman: For Tomorrow durò 12 numeri e fu raccolta in un'edizione in copertina rigida in versione Absolute Edition nel maggio 2009.
Con la pubblicazione del n. 226 (maggio 2006), la serie fu cancellata come parte dell'evento Crisi infinita. The Adventures of Superman fu riportata al titolo originale, Superman, con il n. 650 il mese successivo.
Nel novembre 2011, un terzo volume di Superman fu lanciato con il n. 1 come parte del rinnovamento della compagnia tramite la nuova serie The New 52.

### Albi annuali
Dal 1987 al 2000, furono pubblicati 12 numeri annuali della serie. Il primo annual vide una ri-narrazione post-Crisi della prima storia di Titano. Cominciando dal secondo annual, le storie erano collegate in crossover o nei temi scelti quell'anno negli annual DC.
- Superman vol. 2 Annual n. 2 (1988) - Vite Private
- Superman vol. 2 Annual n. 3 (1991) - Armageddon 2001
- Superman vol. 2 Annual n. 4 (1992) - Eclipso: The Darkness Within
- Superman vol. 2 Annual n. 5 (1993) - Bloodlines: Outbreak
- Superman vol. 2 Annual n. 6 (1994) - Elseworlds Annual
- Superman vol. 2 Annual n. 7 (1995) - Year One
- Superman vol. 2 Annual n. 8 (1996) - Leggende della Terra Morta
- Superman vol. 2 Annual n. 9 (1997) - Pulp Heroes
- Superman vol. 2 Annual n. 10 (1998) - Ghosts
- Superman vol. 2 Annual n. 11 (1999) - JLApe: Gorilla Warfare!
- Superman vol. 2 Annual n. 12 (2000) - Planet DC

## Raccolte
| Titolo | Materiale raccolto | Data di pubblicazione | ISBN                                                 |
| --- | --- | --------------------- | ---------------------------------------------------- |
| Superman: The Man of Steel Volume 2 | Superman vol. 2 dal n. 1 al n. 3; Avventure di Superman dal n. 424 al n. 426; Action Comics dal n. 584 al n. 586 | novembre 2003         | ISBN 978-1-4012-0005-3                               |
| Superman: The Man of Steel Volume 3 | Superman vol. 2 dal n. 4 al n. 6; Adventures of Superman dal n. 427 al n. 429; Action Comics dal n. 587 al n. 589 | ottobre 2004          | ISBN 978-1-4012-0246-0                               |
| Superman: The Man of Steel Volume 4 | Superman vol. 2 n. 7 e n. 8; Adventures of Superman dal n. 430-431; Action Comics n. 590 e n. 591; Legion of Super-Heroes vol. 3 n. 37 e n. 38 | settembre 2005        | ISBN 978-1-4012-0455-6                               |
| Superman: The Man of Steel Volume 5 | Superman vol. 2 n. 9 e n. 10; Adventures of Superman dal n. 432 al n. 435; Action Comics n. 592 e n. 593 | novembre 2006         | ISBN 978-1-4012-0948-3                               |
| Superman: The Man of Steel Volume 6 | Superman vol. 2 n. 12, Superman Annual n. 1; Adventures of Superman Annual n. 1; Action Comics n. 594 e n. 595, Action Comics Annual n. 1; Booster Gold n. 23 | marzo 2008            | ISBN 978-1-4012-1679-5                               |
| The Death of Clark Kent | Superman vol. 2, dal n. 99 al n. 102; Superman: The Man of Steel dal n. 43 al n. 46; Action Comics dal n. 709 al n. 711; e Superman: l'Uomo del Domani n. 1 | maggio 1997           | TPB ISBN 978-1-56389-323-0                           |
| Our Worlds at WarRaccoglie Our Worlds at War Book 1 (ISBN 978-1-56389-915-7) e Our Worlds at War Book 2 (ISBN 978-1-56389-916-4), pubblicati entrambi nel settembre 2002 | Superman vol. 2, dal n. 171 al n. 173; Action Comics dal n. 780 al n. 782; The Adventures of Superman dal n. 593 al n. 595; Impulse n. 77; JLA: Our Worlds at War n. 1; Superboy n. 91; Supergirl n. 59: Superman: The Man of Steel dal n. 115 al n. 117; Wonder Woman n. 172 e n. 173; World's Finest Comics: Our Worlds at War n. 1; e Young Justice n. 36 | giugno 2006           | TPB ISBN 978-1-4012-1129-5                           |
| Godfall | Superman vol. 2, n. 202 e n. 203; Action Comics n. 812 e n. 813; e The Adventures of Superman n. 625 e n. 626 | settembre 2004        | TPB ISBN 978-1-84023-919-5 HC ISBN 978-1-4012-0376-4 |
| For Tomorrow Volume 1 | Superman vol. 2, dal n. 204 al n. 209 | agosto 2005           | TPB ISBN 978-1-4012-0352-8 HC ISBN 978-1-4012-0351-1 |
| For Tomorrow Volume 2 | Superman vol. 2, dal n. 210 al n. 215 | agosto 2005           | TPB ISBN 978-1-4012-0448-8 HC ISBN 978-1-4012-0715-1 |